# Reidar Tilert
Charles Reidar Tilert, född 28 juli 1927 i Örebro, död 22 maj 1995 i Huddinge församling, var en svensk ämbetsman.

## Biografi
Reidar Tilert blev politices magister vid Uppsala universitet 1953 och anställdes samma år vid Finansdepartementet. Han var statssekreterare vid Inrikesdepartementet 1964–1970, generaldirektör och chef för Byggnadsstyrelsen 1971–1976 samt VD för BPA AB 1977–1979.
Tilert var sekreterare i 1955 års långtidsutredning 1955–1956, Bankoutskottet 1959–1960, expert i 1953 års trafikutredning, Arbetsmarknadsutredningen, ledamot av Socialpolitiska kommittén, Kvarntorpskommissionen, Affärsverksutredningen, 1963 års luftfartsutredning, ordförande i Delegationen för bostadsfinansiering och byggplaneringsutredningen. Han satt i styrelsen för Tobaksbolaget 1963–1977, Sveriges investeringsbank 1969–1971 och Statskontoret 1971–1977. Tilert är gravsatt i minneslunden på S:t Botvids begravningsplats.